# 自由対流高度
自由対流高度（じゆうたいりゅうこうど, Level of free convection, LFC）とは、熱力学ダイアグラムにおいて、環境温度と空気塊の温度が一致し、それ以降は浮力のみで空気塊が上昇していけるようになる高度のこと。

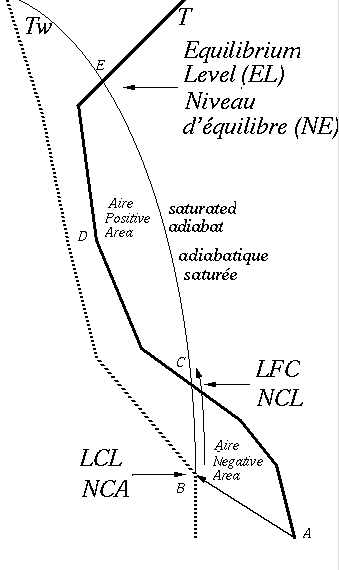
熱力学ダイアグラム上のLFC（C点)。

地上付近にある（湿った）空気塊を断熱的に上昇（乾燥断熱減率に沿う）させていった結果持ち上げ凝結高度 (LCL)に達すると、水蒸気が飽和して凝結し始めて雲が成長する。LCLに達して以降も空気塊をさらに上昇させると、今度は湿潤断熱減率に沿って緩やかに冷やされていくことになる。やがて、空気塊は周囲の空気の気温（環境温度）と一致する地点まで来る。これが自由対流高度である。
自由対流高度に達してさらに少し持ち上げられた空気塊は、それ以降しばらく、上昇しても周囲より常に暖かい状態となる。これにより、空気塊は自身の持つ浮力のみで勝手に上昇し続けるようになる。この状態は平衡高度(EL)（または浮力ゼロ高度(LNB)）に達するまで続く。自由対流高度から平衡高度まで空気塊を持ち上げた時に得られる浮力を積分して得る値を対流有効位置エネルギー (CAPE)といい、値が大きいほど潜在不安定の度合いが大きい。また地表から自由対流高度まで空気塊を持ち上げた時に必要なエネルギー（負の浮力）を対流抑制 (CIN)といい、値が小さいほど対流が発達しやすい。なお、実用的にはCINよりも自由対流高度の値が用いられる。
自由対流高度、厳密には地表から自由対流高度までの距離の長さは、積雲や積乱雲が自由対流高度に至るまでの上昇気流の揚程の長さで、値が小さいほど積乱雲が成長しやすい大気場であることを示す。実用的には500m高度から自由対流高度までの距離 (dLFC)が用いられる。
dLFCが山地では1km以下、平野部では500m以下まで短いと対流は発生しやすい。また2km以上あると、大きな持ち上げ力を要するため対流は発生しにくい。山地の値が大きいのは地形による強制的な空気塊持ち上げが起きやすいためで、山岳の高さにより目安値はさらに前後するので、地域による固有の値を把握する必要がある。なお粗度の小さい海洋・沿岸部や平地ではdLFCが大きくても、対流圏下層の収束が持ち上げ対流を引き起こすことがある。ちなみに、気温減率が小さいなどして自由対流高度が存在しない場合は大気が安定であることを示す。
自由対流高度から平衡高度までの大気層を自由対流層(FCL)という。